# Jiří Okáč
Jiří Okáč (Brno, 3 novembre 1963) è un ex cestista ceco, fino al 1992 cecoslovacco.

## Carriera
Con la Cecoslovacchia ha disputato quattro edizioni dei Campionati europei (1983, 1985, 1987, 1991).
Con la Rep. Ceca ha disputato i Campionati europei del 1999.

## Palmarès
- Campionato cecoslovacco: 3

Zbrojovka Brno: 1986-87, 1987-88, 1989-90
- Coppa della Repubblica Ceca: 4

Opava: 1997, 1998, 1999
Mlékárna Kunín: 2000